# 남경문 (1796년)
남경문(南景文, 1796년 ~ 1846년 9월 20일)은 조선의 천주교 박해 때에 순교한 한국 천주교의 103위 성인 중에 한 사람이다. 세례명은 베드로(Petrus)이다.

## 생애
남경문은 1796년에 한양의 한 중인 집안에서 태어났다. 젊었을 때 금위영의 군인으로 복무하였으며, 그 후에는 조개젓 상인으로 일했다. 그는 20살 무렵에 교우 허 바르바라와 결혼한 후 입교하였는데, 중병이 들었을 때 박 베드로의 권유로 세례를 받고는 열심히 하는 신자가 되었다.
남경문은 교리를 잘 모를 때에 고리대금업을 하였다. 유방제 파치피코 신부가 그에게 그것은 교회 윤리에 반하는 일이라고 말하자, 그는 부도덕한 사업을 그만두고 여태껏 받았던 이자를 모두 돌려주었다. 유 신부는 그를 회장으로 임명하였고, 남경문은 선교사들과 동행하여 선교지들을 방문하며 성사 집전을 도왔다.
1839년 기해박해 때에, 남경문은 포졸들에게 거의 체포될 뻔하였지만, 이교도인 그의 형제들의 도움으로 피신하였다. 박해가 끝나고 난 후 선교사들은 다 순교하였고, 남경문은 약 2~3년 간 신앙생활을 게을리하며 첩까지 거느리고 방탕하게 살았다.
1844-45년경에 그는 마음을 다잡고 지난 날의 죄를 뉘우쳤다. 김대건 안드레아 신부가 입국하자 남경문은 교회로 돌아와 김 신부에게 고해성사와 성체성사를 받고는 다시 열심히 하는 신자가 되었다. 남경문은 자신이 할 수 있는 유일한 보속은 순교자가 되는 것이라고 생각했다. 그는 참회로써 매일 새벽 동이 트기 전에 일어나 몇 시간을 기도하였다. 그는 불도 떼지 않은 찬 방에서 생활하고 잠을 잤다. 그래서 그는 병이들었지만, 그것을 하느님의 특별한 은총이라 생각하고 불평하지 않았다.
남경문은 독실한 천주교 신자로 알려져 있었다. 1846년 5월에 김대건 신부와 함께 체포된 임성룡의 밀고로, 9월 20일에 남경문은 결국 체포되었다. 그의 아내는 체포되어 가는 그를 말렸지만, 그는 그녀에게 더 살 수는 없다고 말했다.
그가 감옥에 있는 동안, 형제들 중 한 사람이 그에게 약간의 음식과 의복을 보내주었지만, 그는 보속의 뜻으로써 그것들을 거절했다. 그는 형제들과의 면회를 꺼렸는데, 자신의 신앙이 약해질 지도 모른다는 생각 때문이었다. 그는 금위영 소속의 군인이었기 때문에, 매우 혹독한 형벌과 고문 그리고 달콤한 배교의 유혹을 받았다. 어느 한 차례의 고문 도중에 그는 자신이 한때 군인이었음을 나타내는 인식표를 돌려주었다. 따라서, 또 다른 한 차례의 고문 때에는 포장이 곤장으로 남경문을 더 쎄게 치라고 명했는데, 그의 어깨 위에서 곤장이 부러질 지경으로 형벌은 가혹했다.
그의 친한 친구들 중 몇 사람이 그를 배교토록 설득했지만, 그는 흔들리지 않았다. 여러 차례 장형을 받으며 동료 천주교인들의 위치를 발설하기를 강요받았지만, 죽은 사람들의 이름만을 말할 뿐이었다. 그는 모든 고통과 유혹을 견뎌내었다.
관찬 기록(《승정원일기》)에 따르면, 1846년 9월 20일, 남경문을 포함한 일곱 명의 천주교인은 매를 맞아 죽었다고 한다. 그들이 교수형을 받았다는 설도 있다. 뮈텔 대주교의 증언에 따르면, 그들은 처음에 장살형을 선고받았지만, 그것으로 죽지 않은 사람들은 나중에 교수형으로 죽었다고 한다. 남경문은 50세의 나이로 순교하였다.

## 시복 · 시성
남경문 베드로는 1925년 7월 5일에 성 베드로 광장에서 교황 비오 11세가 집전한 79위 시복식을 통해 복자 품에 올랐고, 1984년 5월 6일에 서울특별시 여의도에서 한국 천주교 창립 200주년을 기념하여 방한한 교황 요한 바오로 2세가 집전한 미사 중에 이뤄진 103위 시성식을 통해 성인 품에 올랐다.

## 참고 문헌
- 가톨릭 사전: 남경문 베드로
- Catholic Bishop's Conference Of Korea. 103 Martryr Saints: 남경문 베드로 Petrus Nam Kyong-mun 보관됨 2014-12-14 - 웨이백 머신